# 2013年哥倫比亞襲擊
2013年哥倫比亞襲擊在2013年7月20日於哥倫比亞阿勞卡省發生，造成最少17名士兵喪生，兩名哥倫比亞革命軍成員被拘留。襲擊事件發生的時候，哥倫比亞革命軍正和哥倫比亞政府軍在古巴舉行會談。